# Фратолило (Беневенто)
Фратолило је насеље у Италији у округу Беневенто, региону Кампанија.
Према процени из 2011. у насељу је живело 32 становника. Насеље се налази на надморској висини од 383 м.